# Deux Lutteurs
 (mars 2025).
Deux Lutteurs est un bozzetto (ébauche) d'argile attribué à Michel-Ange. Haute d'une quarantaine de centimètres, l'œuvre a été réalisée vers 1525. Elle est conservée à la Casa Buonarroti, à Florence.

## Histoire
Parmi les modèles préparatoires attribués à Michel-Ange, le bozzetto des Deux Lutteurs est de ceux dont l'attribution a recueilli le plus d'avis favorables parmi les spécialistes. La sculpture a été reconstituée en 1926 par l'historien de l'art Johannes Wilde (en), à partir de fragments, sous la direction du conservateur Giovanni Poggi.
C'est Johannes Wilde lui-même qui a proposé une corrélation avec le Tombeau de Jules II. En particulier, il se peut que cette ébauche soit celle d'une œuvre destinée à servir de pendant au Génie de la Victoire, qui date de 1527-1530. Telle est l'hypothèse la plus plausible aujourd'hui.

## Galerie

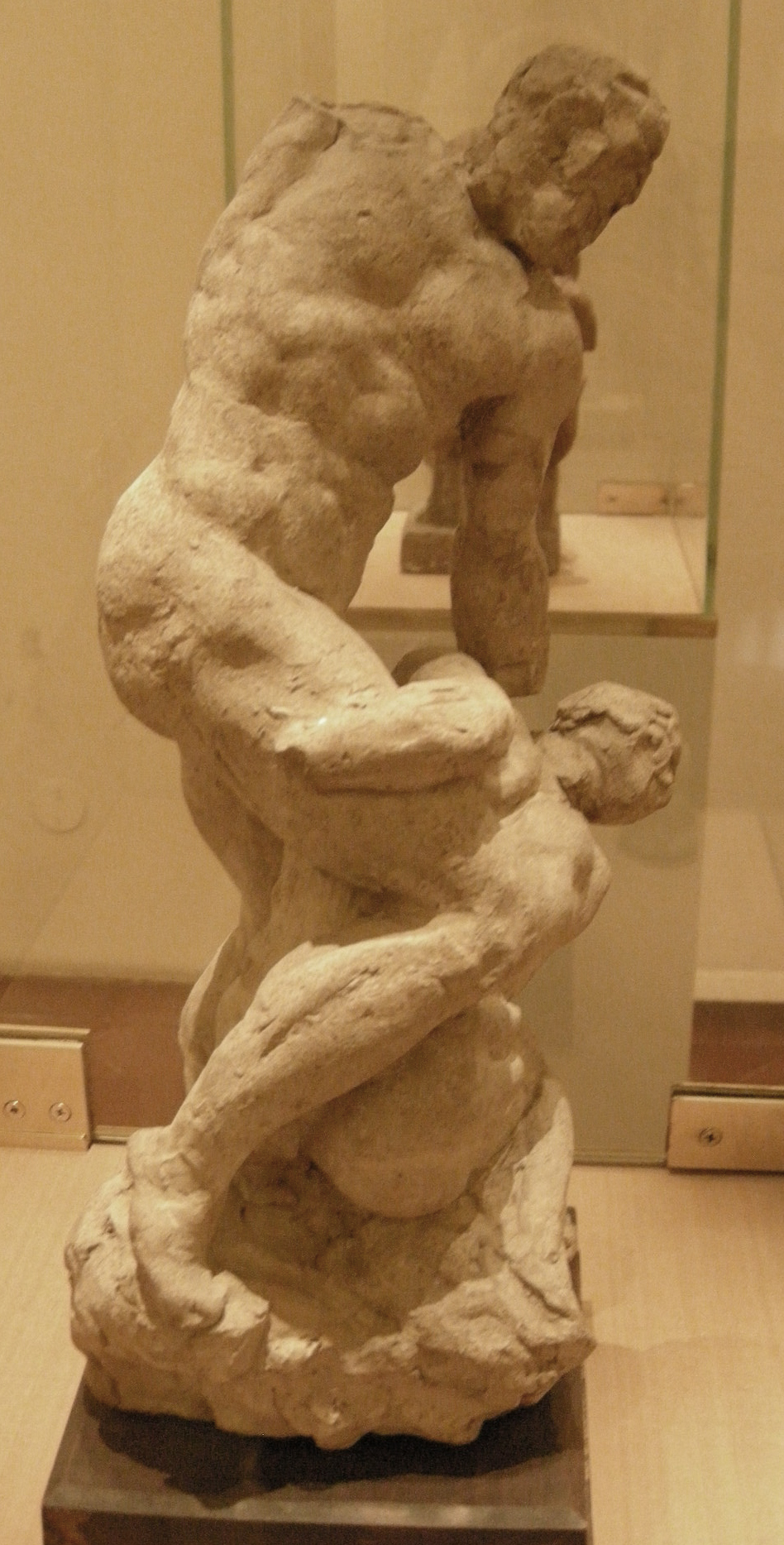
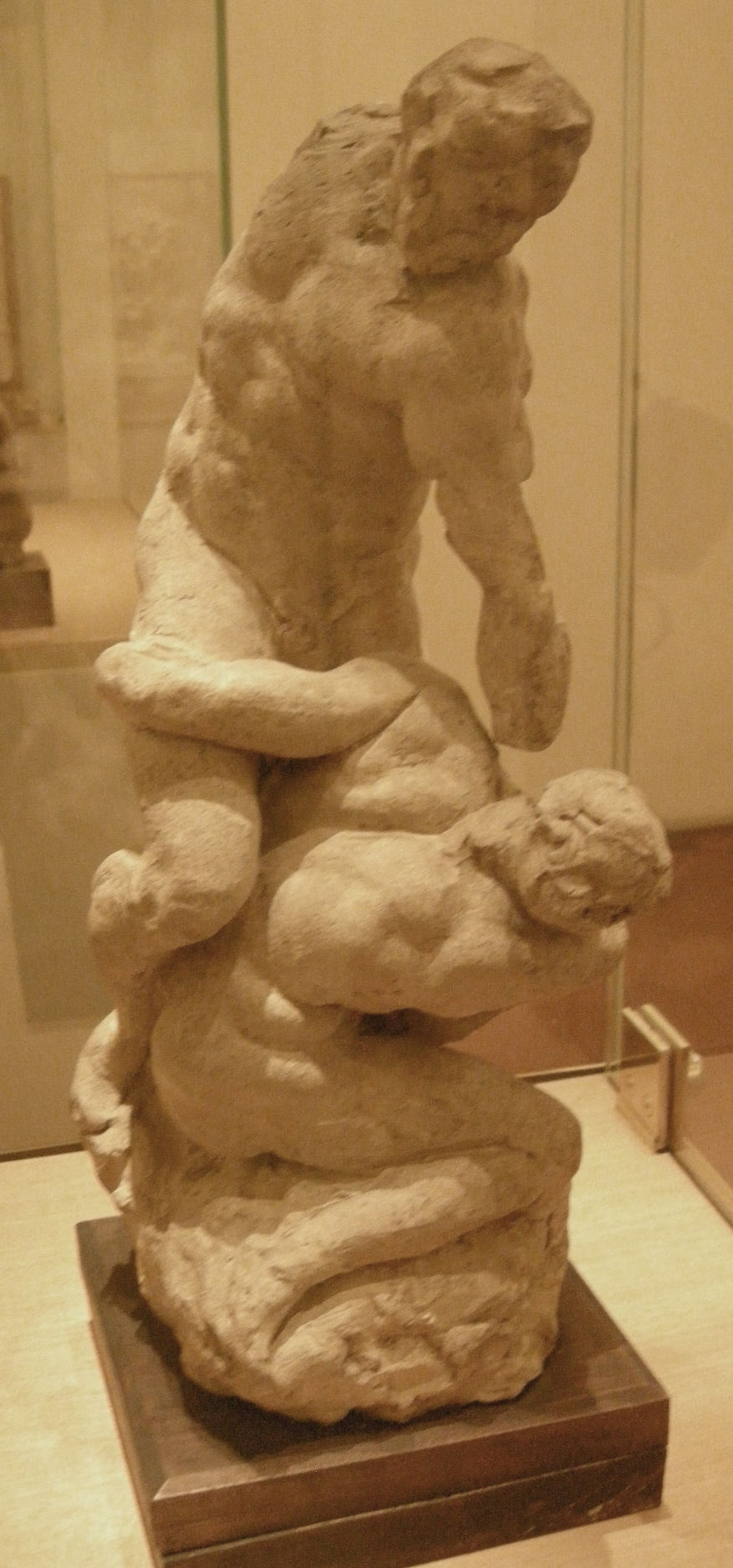
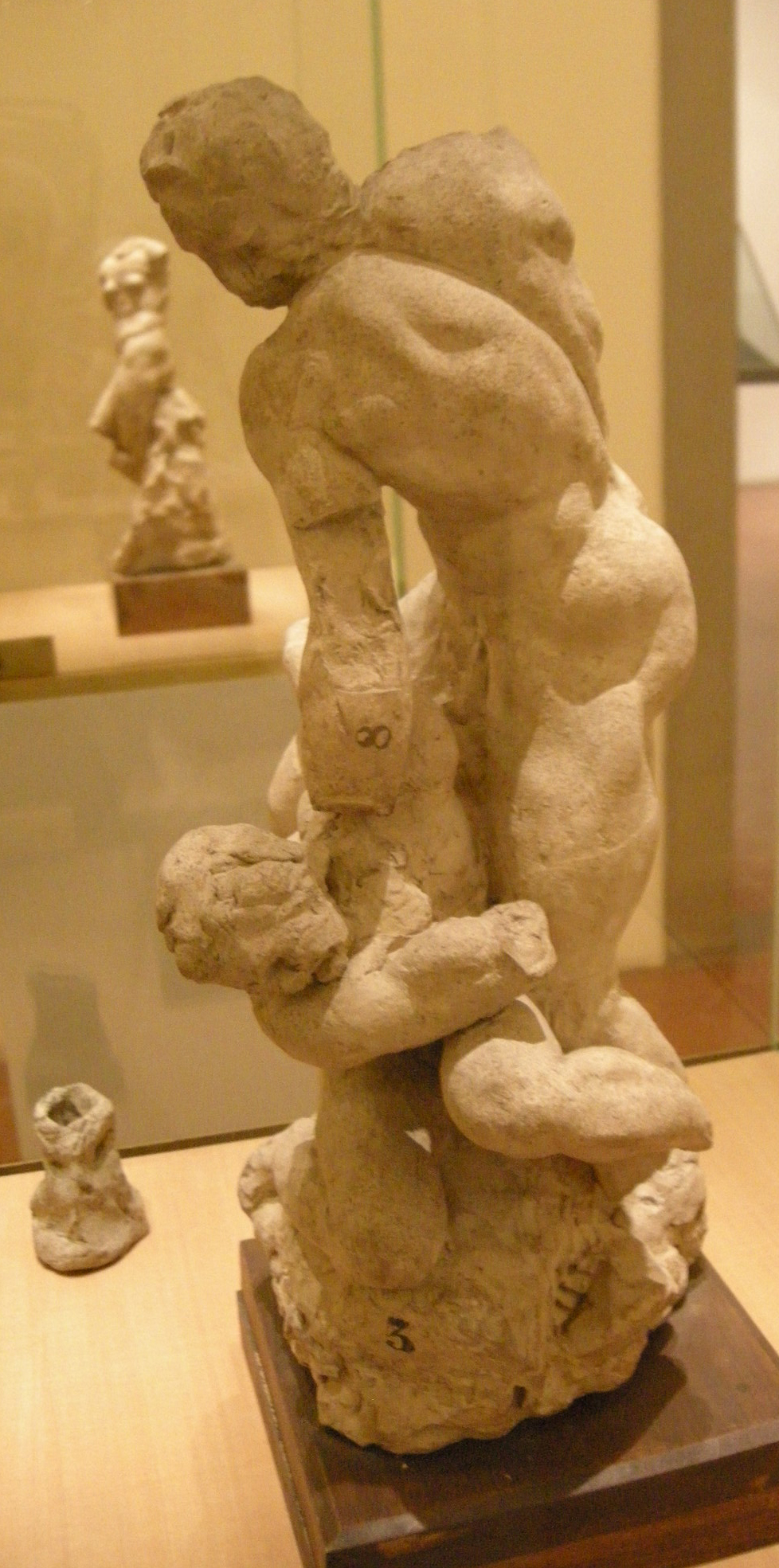
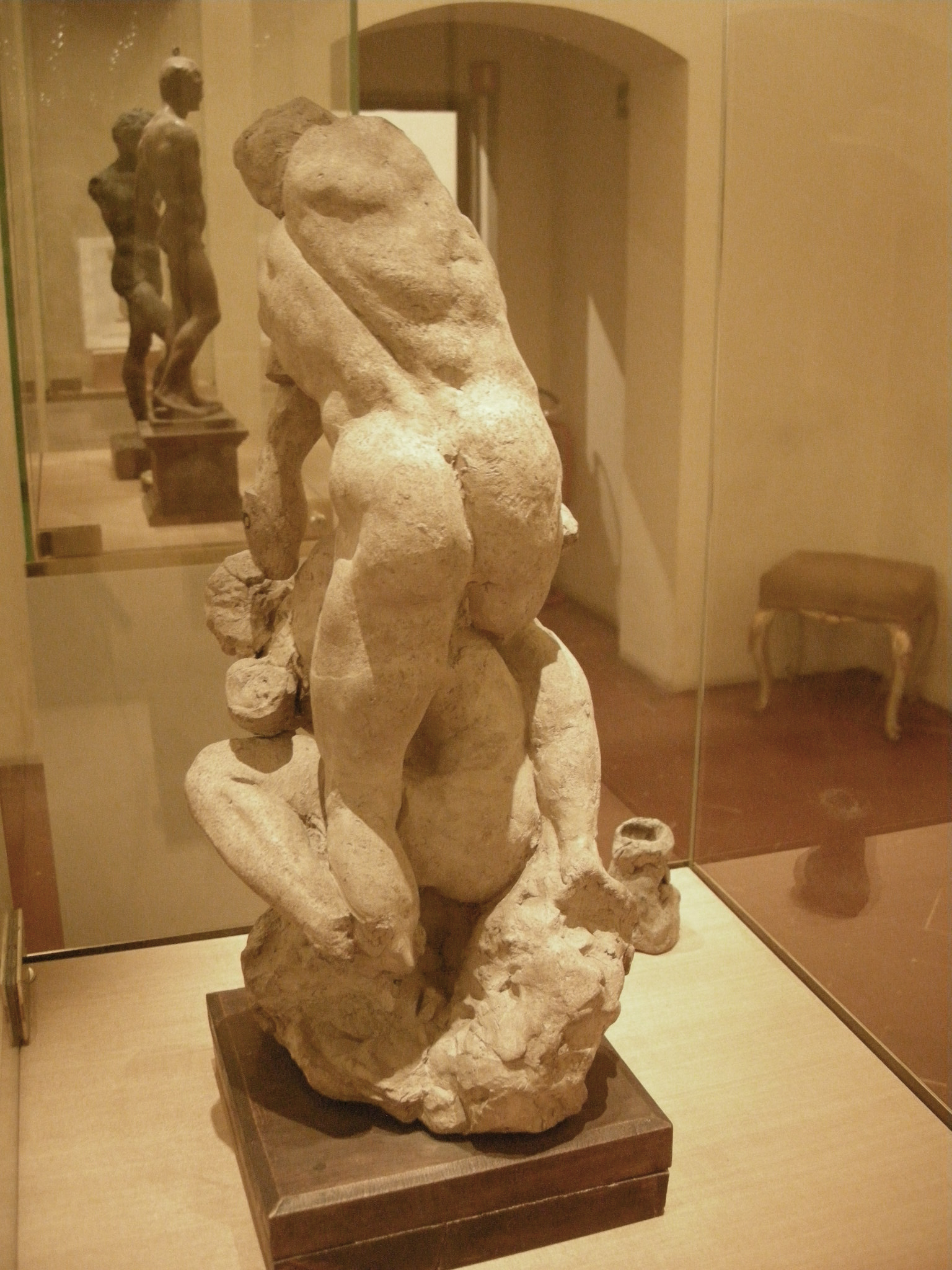

## Sources
- (it) Cet article est partiellement ou en totalité issu de l’article de Wikipédia en italien intitulé « Due lottatori » (voir la liste des auteurs).